# Râul Valea Caselor, Arieș (Lupșa)
Râul Valea Caselor este un curs de apă afluent al Arieșului. 

## Hărți
- Harta Munții Apuseni
- Harta Județul Alba